# Meistriliiga (Eishockey) 2014/15
Die Saison 2014/15 war die 25. Spielzeit der Meistriliiga, der höchsten estnischen Eishockeyspielklasse. Die Meisterschaft gewann Tartu Kalev-Välk zum neunten Mal in der Vereinsgeschichte.

## Modus
Die Mannschaft Everest Kohtla-Järve nahm nicht mehr an der Liga teil. In der Hauptrunde absolvierten die fünf Mannschaften jeweils 16 Spiele. Die vier bestplatzierten Mannschaften qualifizierten sich für die Playoffs, in denen der Meister ausgespielt wurde. Für einen Sieg nach regulärer Spielzeit erhielt jede Mannschaft drei Punkte, für einen Sieg nach Overtime zwei Punkte, bei einer Niederlage nach Overtime gab es ein Punkt und bei einer Niederlage nach regulärer Spielzeit null Punkte.

## Hauptrunde
|    | Klub                      | Sp | S  | OTS | OTN | N  | Tore   | Punkte |
| -- | ------------------------- | -- | -- | --- | --- | -- | ------ | ------ |
| 1. | HC Viking Tallinn         | 16 | 14 | 0   | 1   | 1  | 87:37  | 43     |
| 2. | Tartu Kalev-Välk          | 16 | 8  | 1   | 1   | 6  | 83:55  | 27     |
| 3. | Narva PSK                 | 16 | 7  | 2   | 0   | 7  | 78:79  | 25     |
| 4. | HC Panter Tallinn         | 16 | 5  | 0   | 1   | 10 | 51:79  | 16     |
| 5. | Kohtla-Järve Viru Sputnik | 16 | 2  | 1   | 1   | 12 | 56:115 | 9      |

Sp = Spiele, S = Siege, OTS = Overtime-Siege, OTN = Overtime-Niederlage, N = Niederlagen

## Playoffs
Die erstplatzierte Mannschaft aus Tallinn durfte nicht an den Play-offs teilnehmen, da sie Zahlungsverpflichtungen des Vorgängervereins an den Eishockeyverband nicht erfüllt hatte.
Die Play-offs-Halbfinale wurden im Modus Best-of-Three ausgespielt.
Es gab nur ein Spiel um den Platz 3, während das Finale wieder im Modus Best-of-Three ausgetragen wurde.